# العلاقات البليزية المالاوية
العلاقات البليزية المالاوية هي العلاقات الثنائية التي تجمع بين بليز ومالاوي.

## مقارنة بين البلدين
هذه مقارنة عامة ومرجعية للدولتين:
| وجه المقارنة                                              | بليز         | مالاوي                     |
| --------------------------------------------------------- | ------------ | -------------------------- |
| المساحة (كم2)                                             | 22.97 ألف    | 118.48 ألف                 |
| عدد السكان (نسمة)                                         | 374.68 ألف   | 18.62 مليون                |
| الكثافة السكانية (ن./كم²)                                 | 16.31        | 157.16                     |
| العاصمة                                                   | بلموبان      | ليلونغوي، زومبا            |
| اللغة الرسمية                                             | لغة إنجليزية | لغة إنجليزية، لغة الشيشيوا |
| العملة                                                    | دولار بليزي  | كواشا ملاوية               |
| الناتج المحلي الإجمالي (بليون دولار)                      | 1.84 مليار   | 6.30 مليار                 |
| الناتج المحلي الإجمالي (تعادل القوة الشرائية) بليون دولار | 3.05 مليار   | 22.43 مليار                |
| الناتج المحلي الإجمالي الاسمي للفرد دولار أمريكي          | 4.88 ألف     | 338                        |
| الناتج المحلي الإجمالي للفرد دولار أمريكي                 | 8.42 ألف     | 1.20 ألف                   |
| مؤشر التنمية البشرية                                      | 0.715        | 0.445                      |
| رمز المكالمات الدولي                                      | +501         | +265                       |
| رمز الإنترنت                                              | .bz          | .mw                        |
| المنطقة الزمنية                                           | 00           | ت ع م+02:00                |

## منظمات دولية مشتركة
يشترك البلدان في عضوية مجموعة من المنظمات الدولية، منها:
| علم المنظمة | اسم المنظمة                                 | تاريخ انضمام بليز | تاريخ انضمام مالاوي |
| ----------- | ------------------------------------------- | ----------------- | ------------------- |
|             | مؤسسة التنمية الدولية                       | 19 مارس 1982      | 19 يوليو 1965       |
|             | يونسكو                                      | 10 مايو 1982      | 27 أكتوبر 1964      |
|             | وكالة ضمان الاستثمار متعدد الأطراف          | 29 يونيو 1992     | 12 أبريل 1988       |
|             | الأمم المتحدة                               | 25 سبتمبر 1981    | 1 ديسمبر 1964       |
|             | مجموعة دول أفريقيا والكاريبي والمحيط الهادئ | ?                 | ?                   |
|             | دول الكومنولث                               | ?                 | ?                   |
|             | الاتحاد البريدي العالمي                     | ?                 | ?                   |
|             | البنك الدولي للإنشاء والتعمير               | 19 مارس 1982      | 19 يوليو 1965       |
|             | الاتحاد الدولي للاتصالات                    | 16 ديسمبر 1981    | 19 فبراير 1965      |
|             | منظمة حظر الأسلحة الكيميائية                | ?                 | ?                   |
|             | مؤسسة التمويل الدولية                       | 19 مارس 1982      | 19 يوليو 1965       |
|             | منظمة التجارة العالمية                      | ?                 | ?                   |
|             | منظمة الشرطة الجنائية الدولية               | ?                 | ?                   |

## وصلات خارجية
- موقع وزارة الخارجية البليزية